# Strancally Castle
Strancally Castle (irisch Caisleán Shrón Chaillí, dt. „Burg Hexennase“) ist ein Landhaus am Ufer des Munster Blackwater im irischen County Waterford nördlich der Stadt Youghal im County Cork.

## Geschichte
Die ursprüngliche Burg Strancally Castle ließ Raymond FitzGerald erbauen. Später wohnten dort nachweislich Spanier, die örtliche Landbesitzer zu einem Bankett lockten und sie dann durch eine geheime Falltür in einen gefluteten Keller warfen. Als dieser Mord ruchbar wurde, wurden die Spanier ausfindig gemacht und die Burg zerstört.
Das heutige Gebäude ließ John Kelly, Parlamentsabgeordneter für Clonmel und 1819–1820 High Sheriff des County Waterford, um 1830 von den Architekten James und George Richard Pain errichten. Das Landhaus steht vor der Ruine der alten Burg.
1856 kaufte der 24 Jahre alte George Whitelocke Lloyd aus einer reichen anglo-irischen Fabrikantenfamilie das Landhaus mit 20 km² umgebendem Land. Für die Jahre 1859–1860 wurde er zum High Sheriff des County Waterford ernannt. Sein Sohn, ‘’William Whitelocke Lloyd’’, war ein Armeeoffizier, der 1879 im Zulukrieg kämpfte, und ein vollendeter Künstler.
Später kam das Anwesen in den Besitz der Irish Land Commission, die das Land stückweise verkaufte und schließlich auch das Landhaus mit den verbleibenden 64 Hektar Grund.